# Copa de Competencia de División Intermedia de las entidades disidentes
La Copa de Competencia fue un torneo oficial, no regular, disputado entre equipos de la División Intermedia del fútbol argentino, que se jugaba por eliminación directa, a un único partido en estadio neutral. Dos fueron las versiones organizadas por las que eran en su momento asociaciones disidentes de la oficial que regía oportunamente el fútbol en Argentina y, por ende, no reconocidas en ese entonces por FIFA: la Federación Argentina de Football y la Asociación Amateurs de Football.
De todos modos, los torneos tienen carácter oficial debido a que fueron organizados por asociaciones deportivas que luego se fusionaron con las entidades que constituyen la continuidad institucional de la Asociación del Fútbol Argentino.

## Copa de Competencia de la Federación Argentina
La primera versión fue de la Federación Argentina de Football, entidad disidente de la Asociación Argentina de Football entre 1912 y 1914, que llegó a organizar una copa de competencia de División Intermedia, debido a que los equipos de la división comúnmente participaban de la Copa de Competencia de Primera División.

### Campeones
| Año  | Campeón     |
| ---- | ----------- |
| 1913 | Progresista |

## Copa de Competencia de la Asociación Amateurs
La segunda versión fue organizada por la Asociación Amateurs de Football, liga paralela a la Asociación Argentina de Football, que existió entre 1919 y 1926, año en que se fusionó con esta última. Fue jugado por primera vez en 1920, con clubes del Gran Buenos Aires y La Plata.

### Campeones
| Año  | Campeón                          | Resultado | Subcampeón             |
| ---- | -------------------------------- | --------- | ---------------------- |
| 1920 | Argentino del Sud                | 1 - 0     | Chacabuco              |
| 1921 | Palermo                          |           | Argentino del Sud      |
| 1925 | Talleres                         | 3 - 1     | Gimnasia y Esgrima (L) |
| 1926 | Compañía General de Buenos Aires |           |                        |